# Черосово
Черо́сово (бел. Чаро́сава) — озеро в Лепельском районе Витебской области Белоруссии в бассейне реки Дива. Принадлежит к группе Ушачских озёр.
Площадь поверхности озера 0,52 км², длина 1,6 км, наибольшая ширина 0,5 км. Наибольшая глубина достигает 12,2 м. Длина береговой линии 3,74 км, площадь водосбора — 13,3 км², объём воды — 3,34 млн м³.
Озеро расположено в 20 км к северо-востоку от города Лепель. На юго-восточном берегу озера находится деревня Двор-Поречье, на северном — деревня Черосово. Западнее и севернее озера проходит автодорога Лепель — Улла. В озеро впадают протоки из окрестных озёр Каменское и Девичье, вытекает протока в озеро Островно. Озеро имеет вытянутую с севера на юг форму, островов нет.
Склоны котловины высотой 5-10 м (на востоке до 15 м), на западе и юге распаханные и под кустарником. Берега высотой 0,5-0,8 м, местами сливаются со склонами, песчаные. Дно до глубины 3-4 м песчаное, ниже илистое. Ширина полосы прибрежной растительности 10-120 м.